# 野村謙二郎
野村 謙二郎（のむら けんじろう、1966年9月19日 - ）は、大分県佐伯市出身の元プロ野球選手（内野手、右投左打）、野球解説者・野球評論家。日本プロ野球名球会副理事長、広島大学スポーツセンター客員教授も務める。
ソウルオリンピック 野球 銀メダリスト。

## 経歴

### プロ入り前
1966年9月19日、大分県佐伯市で生まれる。小学校1年の時に投手として野球を始め、小学校から高等学校まで投手を務めた。小学校と中学校では最高学年で主将を務める。野村は後年に「投手としては、少年時代から右の本格派で、ストレート、カーブ、スライダーを武器にしていました」と当時の思い出を振り返っている。また、野村から見て伯父に当たる八木孝がかつて広島東洋カープに在籍していた元プロ野球選手であったことから、小学校時代から毎年のように広島のキャンプを見学していた。周囲からは「県や市の1番では満足するな」と言われていたため、野村は常に高い目標を持って練習していたという。
大分県立佐伯鶴城高等学校へ進学すると、俊足を生かすために右打ちから両打ちに転向した。3年夏は大分大会の準決勝戦で敗れ、3年間とも春と夏の全国大会には出場できなかった。同期のチームメイトに若林重喜がいた。
駒澤大学に進学すると、当時の監督太田誠にセンスを見込まれ打者に転向し、外野手になる。当時は鉄拳制裁も決して珍しくない厳しい指導の一方で、1年の時は左翼手もしくは右翼手としてプレーし、リーグ戦に起用されている。2年時の春季リーグ戦からは中堅手のレギュラーになり、同年の秋季リーグで初めて中堅手としてベストナインに選ばれる。3年時の春季リーグ戦では大石大二郎（亜大）が記録した17盗塁を塗り替える18盗塁のシーズン記録を達成し、2季連続でベストナインに選出された。また、3年時には日米大学野球とアジア野球選手権大会で日本代表に選ばれ、この頃からプロ入りを意識するようになった。秋季リーグ戦では二塁手にも挑戦したため、二塁手としてもベストナインに選ばれている。
4年時には主将を務めた。同時に再び日米大学野球日本代表に選ばれる。のみならず、春季リーグ戦で22年ぶりに東都大学野球リーグ通算記録を更新する52個目の盗塁を決めるなど駒大の完全優勝の原動力となり、満票で最高殊勲選手とベストナインに選出された。駒大では2学年先輩に新谷博、1学年先輩に田村勤、同期に鈴木英之、1学年後輩に鈴木望、2学年後輩に関川浩一、3学年後輩に竹下潤と若田部健一がいた。また、4年時には大韓民国で開催された1988年ソウルオリンピックで大森剛（慶大）と同期の笘篠賢治（中大）ら3人の大学生選出選手の一人として野球日本代表に選ばれる。ちなみに笘篠とは後にプロでもチームメイトになった。このオリンピックではレギュラーに良い選手が揃っていたため、野村は主に代打で起用され、決勝戦を含む3試合で9打数、2安打の成績を残す。決勝戦の対アメリカ合衆国戦では途中代打出場。この時、右打者としてライト前ヒットで1安打を放つも、一打逆転の場面ではジム・アボット投手に抑えられた。
大学での通算成績は、89試合出場、325打数103安打、打率.317、10本塁打、48打点、52盗塁。他にはベストナイン4回の受賞経験がある。なお、春の全日本大学選手権には3年時の1987年と4年時の1988年の2度出場。3年時の大会は、松永幸男投手擁する九州東海大や流経大を下したが、3年上岡良一投手擁する東北福祉大に敗れ準決勝敗退。4年時の大会は、3年有倉雅史投手擁する日体大に敗れ2回戦敗退。一方、秋の明治神宮大会には1年時の1985年（第16回大会）と2年時の1986年（第17回大会）の2度出場。いずれも愛知工大の西崎幸広投手の前に敗れたが、2年時の大会では準優勝を果たしている。大学野球界屈指の野手という評価を得て、石毛宏典2世とも呼ばれ、1988年のドラフト会議では重複指名が予想されていた。結果として広島東洋カープから単独1位指名を受け、プロ入りを果たした。広島は同郷の川崎憲次郎も1位候補として検討していたものの、スカウトマンたちの強い推薦もあって野村を指名した。担当スカウトマンは渡辺秀武で、契約金6000万円、年俸600万円で入団契約を結んだ。背番号は「7」に決まった。

### 現役時代
1989年4月9日の対阪神タイガース戦（広島市民球場）では代走として一軍で初出場し、同年5月4日の対ヤクルトスワローズ戦では6回裏に中本茂樹から一軍での初安打となる中前適時打を放つ。この年は大学時代にも守った経験がある左翼手でプレーした。最優秀新人賞は同期でオリンピック以来の友人の笘篠に譲った。
1990年からは、前年オフにロッテオリオンズへ移籍した高橋慶彦に代わって、遊撃手のレギュラーとなる。オープン戦では失策が多く、公称70kg（当時）より細い外見から来るパワー面の不安なども懸念されていたが、シーズンに入ると攻守に活躍し、4月15日の対読売ジャイアンツ戦では3回裏に宮本和知から一軍での初本塁打となる右越えソロ本塁打を放つ。また、オールスターゲームに初めて選ばれ、第2戦では2番・遊撃手として先発出場した。シーズンでは33盗塁を記録し、自身初のタイトルとなる盗塁王を獲得した。

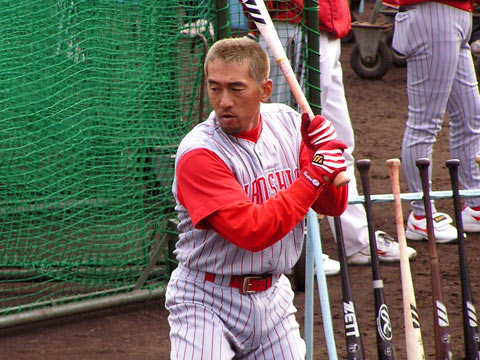
打撃練習をする野村（2004年の開幕前のキャンプ）

1991年は全試合出場を果たしただけでなく、31盗塁で2年連続となる盗塁王を獲得。170安打を放って最多安打を獲得し、リーグ4位の打率.324を記録した。また、自身初となるベストナインに選ばれるなど、チームのリーグ優勝の大きな原動力となった。9月10日の対中日ドラゴンズ戦では同点適時打を放った上に好守備も見せ、勝利したチームは首位に立って、そのままリーグ優勝を果たした。この試合は終了後の幸福感も含めて、現役時代で最も印象に残っていると言う。対西武ライオンズとの日本シリーズでは第7戦で最終打者となって日本シリーズ優勝を逃した（工藤公康を相手に三振）ものの、チームトップの打率.333を残してシリーズ優秀選手に選ばれている。この年には年俸が5300万円（推定）となるなど、球団事務所から高い評価を受け、12月7日には2年間交際していた女性と結婚した。
1992年は日米プロ野球の日本代表に選ばれた。1993年には14試合連続安打を記録して、4月に月間MVPに初めて選ばれ、オールスターゲームでは第2戦で優秀選手賞を受賞する。その一方で、シーズンは打率が.266と低迷した。同年は6月3日まで3番を打ち、翌日以降は1番を打っている。
1994年から7年間、広島の主将とチームリーダーを務め、首位打者宣言をしてシーズンに臨んだ。シーズン当初は2番だった打順も6月9日には1番に戻り、2度目の最多安打（タイトル制定はこの年から）と3度目の盗塁王を獲得。球団の遊撃手では1986年の高橋慶彦以来2人目となるフルイニング出場を果たした。年俸はチームメイトの前田智徳には及ばないものの、4500万円の大幅増の1億800万円となり、初めて1億円の大台を突破した。11月には秋季キャンプへの参加を免除されて奥歯の虫歯を集中的に治療し、かみ合わせが改善してインパクト時に力を集中出来るようになった。また、内角球への対応を改善するためにグリップ位置を上げて強く振り切るなど、フォームを改造している。
1995年4月18日に長男が誕生。ヘルメットに長男の名前を書き込んで励みとし、5月には自身2度目となる月間MVPを受賞した。6月3日の対巨人戦では初登板の河原純一から初回先頭打者本塁打を放った。9月1日まで全試合1番で先発出場を続け、9月2日以降は3番に定着。9月22日には当時歴代5位のスピード記録となる857試合目で1000安打を達成した。シーズン後半は腰や背中に痛みを抱えて帰塁が出来ず、盗塁数が減少したが、10月6日の対ヤクルト戦で30盗塁に到達。最終的に史上6人目となるトリプルスリー（打率.315、32本塁打、30盗塁）を記録した。打率.3145はロバート・ローズの.3150と5毛差でリーグ3位、32本塁打はチームメイトの江藤智に次ぐリーグ2位だった。また、守備面の評価も高く、自身初のゴールデングラブ賞を受賞。年末には史上最高（当時）となる1億7000万円で契約を更改し、5年後に金本知憲が抜くまで野村をチーム最高年俸とする不文律が生まれた。同年の契約更改では、主将やチームリーダーとしての働きや、高津臣吾や西山一宇などライバルチームの抑え投手からサヨナラ打を放ったことから、球団事務所からはチームでは最高の貢献度だったと評価されている。
1996年は開幕から7試合で1番として起用されるが、前年に盗塁王を獲得した緒方孝市の存在もあり、4月途中からは主に3番を務めた。7月6日の対ヤクルト戦で二盗を試みた際に左足首を負傷し、担架で運ばれて退場、翌日から3試合を欠場した。歩行にも支障を来たす骨折と疑われたが、球団事務所からは捻挫と発表されて、痛み止めの薬を飲みながら出場を続けた。監督の三村敏之は休養を考えたが、控えに有力な遊撃手がいないことと、野村本人が出場を直訴したことで出場を続けさせた。しかし、左足首を庇ったことで負担がかかり、両足の太腿やふくらはぎにも痛みが広がり、9月に入ると全力疾走出来ない状態になった。チーム成績も負傷前の45勝24敗からその後は26勝35敗と急激に悪化し、この負傷が巨人のメイクドラマを許す原因になったとも言われている。負傷のため、個人成績は芳しくなかったが、年末にはチームを引っ張る働きを評価されて、2000万円増の年俸1億9000万円で契約を更改し、選手会長に就任した。
1997年のオフにフリーエージェント権を獲得。その中で各チームの監督たちは遊撃手の後継者として、野村の獲得を強く望んだとされる。また、アリゾナ・ダイヤモンドバックスとタンパベイ・デビルレイズからのオファーがあった。野村自身も長年メジャーリーグ挑戦の夢を持っていたが、大学時代の監督だった太田からの「自分のための人生だ。ただ、広島と日本プロ野球界のために生きるのもまた人生だぞ」という助言もあり、広島に残留することを決意し、日本人選手では13人目、球団初の2億円プレーヤーとなった。
1998年にソウルオリンピックでチームメイトだった笘篠がヤクルトから移籍し、野村とチームメイトになる。そのことによって、笘篠の刺激を受けた野村は自身のプレーに磨きをかけたという。この年は主に1番を務め、チームで唯一の全試合出場を果たしたが、年俸は現状維持で契約を更改した。1999年5月19日には、当時歴代4位のスピード記録となる1289試合目で1500安打を達成した。9月にはオリンピックアジア最終予選で日本代表に選ばれたが、この年は股関節を痛めたことが原因で5月から欠場が多くなり、レギュラーシーズン中盤には三塁手や二塁手としての先発出場が増えた。8月からは遊撃手に戻ったものの、これ以降、度重なる怪我に泣くこととなる。
2000年には三塁手の江藤智が巨人に移籍し、開幕前のキャンプからは江藤の穴埋めとして三塁手に取り組んだが、同年4月8日の対阪神戦で一塁まで走った際に左足膝裏の肉離れ（実際には筋断裂）を起こし、全治3週間と診断された。5月3日には一軍に復帰したものの、症状が酷かったので、7月24日の精密検査で左足の筋力が右足の筋力の約半分まで落ちていることが分かり、自身初の出場登録抹消を受けて後半戦は欠場した。8月には同じく故障した前田智徳や緒方と一緒に戦列を離れ、アメリカ合衆国のピッツバーグにわたってリハビリテーションに専念した。同年はプロ入り後最低の打率.240、2本塁打、1盗塁に終わっている。
2001年、野村が戦列を離れている間に、遊撃手は東出輝裕、三塁手は新井貴浩がそれぞれレギュラーの座を獲得したため、野村は二塁手に転向し、そのレギュラーの座を木村拓也と争うことになった。開幕前のキャンプ中の2月8日に守備練習で左太腿を痛めてオープン戦は2試合の出場になり、開幕戦は初めて不出場となった。同じ二塁手のエディ・ディアスが打撃好調だった一方、緒方の故障で新井が右翼手に回り、5月9日以降に野村は再び三塁手のレギュラーの座をつかんでいる。
2002年4月末に右太腿を痛めて約1か月間の二軍生活が続き、後半は代打や守備固めで主に起用され、出場試合数が100試合を切ると同時に打率も.211と低迷したが、遊撃手のライバルである東出にも守備面などで積極的にアドバイスを送っていた。
2003年3月29日の対ヤクルト戦で守備の際に左内腹斜筋に全治3週間の挫傷を負い、4月2日に出場選手登録を抹消された。シーズン終盤には右太腿痛もあって、戦列を離れることが長くなり、オフには野球協約の上限を上回る33％減の1億円で契約を更改した。なお、同年7月に山本浩二の監督続行が決まった際には、オーナーの松田元が次期監督候補が野村であることを明言している。
2004年1月に黒田博樹と一緒にアメリカ合衆国のアリゾナで自主トレーニングを行い、怪我の防止のためのインナーマッスル強化や股関節の柔軟性向上などに取り組んだが、6月19日の対ヤクルト戦で三塁ゴロを処理した際に右膝を痛めて出場選手登録を抹消されるなど、同年も怪我に泣いた。年末には現状維持で契約を更改している。
2005年は、年齢的な衰えと守備の負担軽減のために一塁手にも挑戦し始め、開幕前のキャンプの紅白試合では捕手も務めた。同年の1月から記録達成に向けて、周囲の期待が高まっていた。5月には故郷の大分県佐伯市内の某所6ヶ所やそごう広島店にカウントダウンボードが設置され、6月に入ると、広島ガスのインフォメーションプラザで入団からの軌跡を辿る写真展が開催された。残り4本で迎えた6月21日からの地元6連戦では大分県佐伯市の大手前公園で250インチの野外スクリーンにより、パブリックビューイングが行われている。6月23日の対ヤクルト戦（広島市民球場）の4回裏に川島亮から通算2000安打を達成、東都大学野球出身選手では史上初。これを記念して、広島県から県民栄誉賞が贈られた他、広島電鉄が記念のパセオカードを発行している。それ以降は代打の切り札としての出場が多くなり、9月16日に同年限りでの現役引退を表明した。シーズン最終戦である10月12日の対横浜ベイスターズ戦が引退試合となり、満員の観客に野村の背番号の「7」が入ったポスターが配布された。引退試合では1番・遊撃手として先発出場したが、試合の途中からは大学で守った経験がある中堅手に回った。引退セレモニーのスピーチで、「今日集まってる子供たち、野球はいいもんだぞ。野球は楽しいぞ！」という言葉を残した。なお、球団事務所からはこの背番号「7」を永久欠番とすることを打診されたが、野村自身が断り、背番号「7」にふさわしい選手が現れるまでの永久欠番預かりになっていた。その結果、2013年から堂林翔太が背番号「7」を引き継ぐことになった。また、球団事務所の幹部は2009年の新球場オープンに合わせて、野村を監督として招聘する方針をこの時点で打ち出していた。

### 引退後
引退後は2006年から2009年まで広島テレビ放送、日本テレビ放送網、スポーツニッポンで野球解説者を務める一方、2007年の開幕前のキャンプでは広島の臨時コーチとして守備・走塁を指導した。
2008年にはカンザスシティ・ロイヤルズの開幕前のキャンプに臨時コーチとして、白井一幸と一緒に招待されている。同年の北京オリンピック野球競技では解説者としてジャパンコンソーシアムの中継に参加し、10月には第2回WBCの日本代表監督選定会議に若い世代の代表として出席した。初回の会議の後には、現役監督・コーチ以外から選ばれることになるのではないのか、との見通しを語っていたが、次回会議の結果を受けて、原辰徳が代表監督に選ばれている。

### 監督時代
2010年から、11年連続でBクラスに低迷する広島の監督に就任した。監督・コーチ歴はなかったが、NPBの監督としては格安とされた前任のマーティ・ブラウンの年俸（40万ドル）を大きく上回った。就任会見では「優勝を目指します。選手にもそう言う気持ちで、Aクラスを目指すと言うのはやめてもらいます」と話し、広島県広島市内の病院で行われた講演会では「優勝したら『普通のことをやったまでです』と言うつもりです」と宣言した。
前年まで成績が奮わなかった梵英心、廣瀬純とオープン戦で活躍した天谷宗一郎、野村自身がアメリカ合衆国でのコーチ研修中に惚れ込み、駐米スカウトマンの反対を押切り、獲得したジャスティン・ヒューバーを開幕からレギュラーに固定した。梵と廣瀬は自己最高の成績を残したが、天谷と長打力を期待されたヒューバーは結果を残すことが出来なかった。この年の先発メンバーのパターンは95通りにも上り、レギュラーシーズンを通して打線を固定出来なかった。チーム犠打数は球団史上最多の140個、チーム盗塁数も過去15年間で最多の119個と機動力が改善し、1試合平均得点は5年ぶりに3点台を脱却して4.1点になった。守備面でも前年リーグ最下位の100個だったチーム失策数が同3位の82に改善した。
投手陣ではコルビー・ルイスの退団が前年12月に急遽決まった。開幕前のキャンプからレギュラーシーズン序盤にかけて大竹寛、横山竜士、マイク・シュルツ、永川勝浩などの主力の故障が相次いだ。特に大竹については、故障直後は慎重な調整を行っていたにもかかわらず、復帰を急がせて再故障させるなど、選手の体調管理面での批判が多かった。また、中継ぎ投手の起用法にも疑問が投げかけられた。前田健太はチーム史上初の投手成績で三冠を達成したが、チーム防御率は前年の3.59から5年ぶりに4点台後半（4.80）へ、前田健を除くチーム防御率は5.33となり、過去最大の悪化幅（1.21）を記録した。同様に失点が162増の737、四死球は137増えて524個、被本塁打も54多い171本と、いずれも最大幅の増加を記録し、「球団史上最悪の『投手力の後退』」と評された。
最終的なリーグ成績はチーム史上ワースト2位タイとなる84敗（58勝）を喫し、2年連続の5位に終わった。しかし、この年に不調だった投手陣に秋季キャンプでは過酷な練習を課すことを予告するなど、翌年に向けて意欲を見せた。12月7日、野球殿堂入り候補者名簿・プレーヤー部門に掲載された。
2011年は9月上旬までAクラスを争っていたものの、そこから一気に失速し、リーグ成績は前年と同じ5位に終わった。セ・パ交流戦では10連敗を喫し、その間に50イニング連続無得点という交流戦でのワースト記録を樹立した。
6月26日の対中日ドラゴンズ戦では3回裏に中村恭平のゴロの判定を巡って、審判たちへの暴力行為で退場処分を受けた。翌日、加藤良三コミッショナーより2試合の出場停止処分を受ける。代理監督は高が務めた。
2012年のレギュラーシーズン前半は、阪神の失速も手伝って1997年以来、15年ぶりの前半のAクラス（3位）で折り返した。しかし、9月に8連敗を含む6勝17敗1分と失速し、ヤクルトとの3位争いから脱落し、最終的なリーグ成績は4位、15年連続のBクラスとなった。
2013年も継続して指揮をとり、4年連続のレギュラーシーズン負け越しとなるも、1997年以来16年ぶりのAクラス（3位）となり初のクライマックスシリーズ進出を果たしたが、ファイナルステージで巨人に敗退し、日本シリーズ出場を逃した。
2014年は2年連続で巨人、阪神との優勝争いとなり、9月26日に広島が対阪神戦（甲子園）に敗れたことで巨人の優勝が決まるが、同時に広島の2年連続クライマックスシリーズ進出が決定。阪神との2位争いとなるが、シーズン最終戦の10月6日の対巨人戦（マツダ）にも敗れ、3位が確定。10月8日に球団に監督辞任を申し入れ、了承された。進出の決まっていたクライマックスシリーズの指揮を執り監督生活を終えた。この年の勝利数74は球団史上2番目に多い勝利数となった。

### 監督辞任後
再び日本テレビ・広島テレビの野球解説者、スポーツニッポンの野球評論家に復帰。
2015年2月、ボストン・レッドソックスからオファーを受け春季キャンプの臨時コーチとして就任することになった。
2017年4月、広島大学大学院教育学研究科の大学院入試（社会人特別選抜）に合格（教科教育学専攻健康スポーツ教育学専修）。2019年3月、同科（博士課程前期）を修了。
2022年6月、広島大学スポーツセンターの客員教授に就任した。

## 選手としての特徴

### 打撃
野村は最多安打3回、最多得点2回、トリプルスリー、通算2000安打を達成するなど、特に現役時代前半は広島のリードオフマンとして大いに活躍した。当時の公称は176センチメートル、75キログラムと、特に体格に恵まれていたというわけではなかったが、それまで主にスラッガータイプの選手が達成していたトリプルスリーを成し遂げた時には、地道なトレーニングによる筋力強化を高く評価されている。野村がプロで実働10年間だった遊撃手での通算打率.293は1,000打席以上ではセントラル・リーグ最高記録（2004年当時）であり、史上屈指の強打の遊撃手だった。思い切りの良い打撃を持ち味とし、賛否両論はあったものの、1番打者として起用されても初球から積極的にストライクを打ちに行った。
深夜のメジャーリーグのテレビ中継を欠かさず見ると言う「メジャーリーグ・フリーク」だったこともあり、ダイナミックなプレーを意識し、三塁打のクロスプレーにはこだわりがあった。なお、俊足を活かすため高等学校の入学と同時に両打ちになったが、目標としていた左打ちには当初はならなかった。バットはミズノテクニクスの名和民夫の作品を使用していた。
プロ入り後はスイッチヒッターとしてやっていくつもりだったが（広島入団当初は両打ち登録だった。）、プロでは当初から左打ちに絞っている。

### 走塁
野村は俊足を誇る選手として名を馳せた。大学時代は東都大学野球リーグでの最多盗塁記録を残し、4年の春には完全盗塁を達成するなど、プロ入り前から走塁技術は高かった。4年の時にはベース1周で13秒8の好タイムを残している。プロ入り後も1989年には4月12日に初盗塁を記録し、5月末までに盗塁企図10に対して成功8と早くから技術が通用している。プロでも通算3回の盗塁王を獲得している。野村も入団から10年間で234盗塁、42三塁打を記録したが、現役時代後半は度重なる脚の故障のために走力が落ち、代走を送られるケースが増えた。

### 守備
野村は小学校から高等学校までは投手だったが、大学で外野手になりプロ入り2年目の年から内野手になった。またプレーでの思いやりを重視し、特にプロ入り1年目の年は正田耕三との連係プレーを徹底的に練習した。打球が飛んで来る回数や併殺、中継に絡む機会が多いため、打者が打つ瞬間以外は常に360度全方向に注意していた。
広島がかつて本拠地としていた広島市民球場は土のグラウンドだったため、イレギュラーバウンドが多く、平常心を保ち、腰を落としてしっかり捕球することを心がけた。なお、自分の肩が強くないと考えてスローイングを課題に挙げ、ダッシュなどでカバーすることを意識していたという。必ずしも守備の名手という印象を持たれていないが、1990年代前半にはレンジファクターでリーグトップの数値を複数年にわたって記録（1992年、1994年、1995年）するなど、打球をアウトにする能力は高かった。
グラブについてはプロ入り2年目の年から同じグラブを7年間も使うほど強いこだわりを持ち、同じタイプのグラブを使った後輩には井生崇光や甲斐雅人、石橋尚登などがいる。この野村のグラブをベースにしたグラブを江藤と東出が使用し、木村拓也も野村のグラブを参考にしていた。

## 監督としての采配
野村は選手時代の経験を生かした広島伝統の「走る赤ヘル野球」を標榜し、俊足の選手を積極的に上位打線に起用してチーム盗塁数を大幅に増加させ、ブラッド・エルドレッドら外国人との積極的なコミュニケーションの評価は高い。その一方で左右病と揶揄される、相手投手の利き腕によって打順を大幅に変える采配が指摘されることも多かった。この傾向は、予告先発制度が導入された2012年度以降で顕著である。野村のこの采配は、相手投手との相性や自軍の選手の状態に関係なく、積極的に行っているため打順が固定出来ないという批判が目立った。

### バント嫌い
野村が2022年8月に古田敦也の冠番組である『フルタの方程式』で語ったところによると、「初回からバントするのって何でだろうなと思う」とバント(特に送りバント)が嫌いであるという。投手心理を考えるとプレイボール直後に先頭打者を出したのに2番打者で1アウトを自ら献上するのは理解できないとのこと。野村の主張によると、ある程度プロ野球のエンターテインメント性は考えてバントを嫌っているという。同放送内で、このようなバント嫌いは高校時代までバントばかりの非力な打者であったことによるトラウマではないかと指摘されている。ただし監督時代においては、自軍の先発投手の質次第では先手を取って攻めようと送りバントを行うこともあったため、当時完全に否定しているわけではなく終盤に決勝点を取るためのバントもある程度肯定していた。

## 人物
愛称はノムケン。小学校からプロまで主将を務め、常にチーム全体や他の選手を気にかけていた。1994年からは主将やチームリーダーとしての素質を認められ、フリーエージェント権の取得時には球団事務所も指導者としての期待をかけて、チームの残留を望んだ。
球場外でのトレーニングの時も他の選手に目を配り、若手だった東出や新井が不振に苦しんだ時期には励ましを送っていた。新井は野村について「心から頼れて、とても信用できるんです」と語っている。また、金本知憲がトリプルスリーを記録した際には、経験者としてアドバイスを送り、落ち着きを取り戻させた。
外国人選手と定期的に食事会を催し、常に英語でコミュニケーションをとっている。英語は2006年から2008年にカンザスシティ・ロイヤルズで臨時コーチを務めた際、独学で学んだ。野村は「単語だけで文法はむちゃくちゃ。恥ずかしがらない勇気で通じますよ」と語っており、心をオープンにして外国人選手から信頼を集めており、2014年の本塁打王エルドレッドは「ケニー（野村監督）のアドバイスのおかげ」と野村に感謝している。
姉に元宝塚歌劇団70期生の秋月志保、弟に元社会人野球選手（投手）で日本石油や駒澤大学、環太平洋大学でコーチや監督を務め、2019年の日米大学野球選手権大会日本代表コーチの野村昭彦がいる。
広島市出身で幼少時からカープファンであった柳田悠岐（ソフトバンク）も、憧れの選手に野村の名前を挙げている。
実際に現役を引退したのは2005年だが、2年前の2003年に1度現役引退を申し出ていた。しかし、当時監督だった山本浩二に2000安打まで約150本と迫っていたことを理由に引き止められ、2005年に2000安打を達成し、引退した。
サッカー日本代表監督・森保一とは、広島市南区内の同じ団地に住み、自宅は歩いて2分のところにありそこから30年来の友人。

## 詳細情報

### 年度別打撃成績
| 年 度      | 球 団      | 試 合 | 打 席 | 打 数 | 得 点 | 安 打 | 二 塁 打 | 三 塁 打 | 本 塁 打 | 塁 打 | 打 点 | 盗 塁 | 盗 塁 死 | 犠 打 | 犠 飛 | 四 球 | 敬 遠 | 死 球 | 三 振 | 併 殺 打 | 打 率 | 出 塁 率 | 長 打 率 | O P S |
| ---------- | ---------- | ----- | ----- | ----- | ----- | ----- | -------- | -------- | -------- | ----- | ----- | ----- | -------- | ----- | ----- | ----- | ----- | ----- | ----- | -------- | ----- | -------- | -------- | ----- |
| 1989       | 広島       | 88    | 164   | 151   | 29    | 39    | 4        | 5        | 0        | 53    | 12    | 21    | 5        | 2     | 1     | 7     | 0     | 3     | 21    | 1        | .258  | .302     | .351     | .653  |
| 1990       | 広島       | 125   | 576   | 519   | 84    | 149   | 28       | 8        | 16       | 241   | 44    | 33    | 23       | 2     | 1     | 45    | 3     | 9     | 83    | 1        | .287  | .354     | .464     | .818  |
| 1991       | 広島       | 132   | 573   | 524   | 75    | 170   | 22       | 7        | 10       | 236   | 66    | 31    | 5        | 5     | 6     | 29    | 0     | 9     | 62    | 7        | .324  | .366     | .450     | .817  |
| 1992       | 広島       | 130   | 611   | 545   | 89    | 157   | 22       | 5        | 14       | 231   | 63    | 21    | 6        | 2     | 3     | 56    | 5     | 5     | 73    | 5        | .288  | .358     | .424     | .782  |
| 1993       | 広島       | 130   | 602   | 556   | 67    | 148   | 21       | 1        | 14       | 213   | 48    | 12    | 9        | 1     | 1     | 39    | 4     | 5     | 83    | 6        | .266  | .319     | .383     | .703  |
| 1994       | 広島       | 130   | 614   | 558   | 77    | 169   | 20       | 4        | 10       | 227   | 61    | 37    | 14       | 4     | 3     | 45    | 5     | 4     | 75    | 7        | .303  | .357     | .407     | .764  |
| 1995       | 広島       | 131   | 611   | 550   | 109   | 173   | 29       | 5        | 32       | 308   | 75    | 30    | 8        | 0     | 2     | 53    | 7     | 6     | 60    | 4        | .315  | .380     | .560     | .940  |
| 1996       | 広島       | 124   | 562   | 514   | 77    | 150   | 30       | 3        | 12       | 222   | 68    | 8     | 7        | 0     | 5     | 38    | 1     | 5     | 63    | 5        | .292  | .343     | .432     | .775  |
| 1997       | 広島       | 131   | 601   | 540   | 81    | 151   | 25       | 0        | 13       | 215   | 52    | 26    | 5        | 0     | 2     | 54    | 3     | 5     | 68    | 10       | .280  | .349     | .398     | .748  |
| 1998       | 広島       | 135   | 607   | 561   | 75    | 158   | 26       | 4        | 14       | 234   | 49    | 15    | 9        | 0     | 2     | 41    | 6     | 3     | 63    | 8        | .282  | .333     | .417     | .750  |
| 1999       | 広島       | 101   | 387   | 350   | 37    | 102   | 20       | 1        | 6        | 142   | 42    | 2     | 4        | 1     | 1     | 33    | 3     | 2     | 34    | 11       | .291  | .355     | .406     | .761  |
| 2000       | 広島       | 61    | 228   | 208   | 15    | 50    | 4        | 1        | 2        | 62    | 17    | 1     | 1        | 0     | 2     | 13    | 1     | 5     | 22    | 6        | .240  | .298     | .298     | .596  |
| 2001       | 広島       | 117   | 435   | 403   | 35    | 110   | 18       | 1        | 9        | 157   | 53    | 7     | 4        | 0     | 1     | 31    | 2     | 0     | 59    | 13       | .273  | .324     | .390     | .714  |
| 2002       | 広島       | 85    | 187   | 175   | 14    | 37    | 4        | 0        | 3        | 50    | 11    | 1     | 1        | 2     | 1     | 9     | 0     | 0     | 33    | 5        | .211  | .249     | .286     | .534  |
| 2003       | 広島       | 94    | 340   | 310   | 25    | 85    | 8        | 0        | 5        | 108   | 32    | 3     | 1        | 1     | 1     | 27    | 1     | 1     | 49    | 10       | .274  | .333     | .348     | .682  |
| 2004       | 広島       | 107   | 392   | 359   | 27    | 97    | 18       | 2        | 5        | 134   | 43    | 1     | 2        | 3     | 3     | 24    | 5     | 3     | 48    | 8        | .270  | .319     | .373     | .692  |
| 2005       | 広島       | 106   | 297   | 272   | 19    | 75    | 14       | 0        | 4        | 101   | 29    | 1     | 0        | 4     | 2     | 18    | 2     | 1     | 42    | 7        | .276  | .321     | .371     | .692  |
| 通算：17年 | 通算：17年 | 1927  | 7787  | 7095  | 935   | 2020  | 313      | 47       | 169      | 2934  | 765   | 250   | 104      | 27    | 37    | 562   | 48    | 66    | 938   | 114      | .285  | .341     | .414     | .755  |

- 各年度の太字はリーグ最高

### 年度別監督成績
レギュラーシーズン
| 年 度     | 球 団     | 順 位     | 試 合 | 勝 利 | 敗 戦 | 引 分 | 勝 率 | ゲ ｜ ム 差            | 本 塁 打               | 打 率                  | 防 御 率               | 年 齡                  |
| --------- | --------- | --------- | ----- | ----- | ----- | ----- | ----- | ---------------------- | ---------------------- | ---------------------- | ---------------------- | ---------------------- |
| 2010      | 広島      | 5位       | 144   | 58    | 84    | 2     | .408  | 21.5                   | 104                    | .263                   | 4.80                   | 44歳                   |
| 2011      | 広島      | 5位       | 144   | 60    | 76    | 8     | .441  | 16.0                   | 52                     | .245                   | 3.22                   | 45歳                   |
| 2012      | 広島      | 4位       | 144   | 61    | 71    | 12    | .462  | 26.5                   | 76                     | .233                   | 2.72                   | 46歳                   |
| 2013      | 広島      | 3位       | 144   | 69    | 72    | 3     | .489  | 17.0                   | 110                    | .248                   | 3.46                   | 47歳                   |
| 2014      | 広島      | 3位       | 144   | 74    | 68    | 2     | .521  | 7.5                    | 153                    | .272                   | 3.79                   | 48歳                   |
| 通算：5年 | 通算：5年 | 通算：5年 | 718   | 322   | 371   | 27    | .465  | Aクラス2回、Bクラス3回 | Aクラス2回、Bクラス3回 | Aクラス2回、Bクラス3回 | Aクラス2回、Bクラス3回 | Aクラス2回、Bクラス3回 |

- 2011年、出場停止2試合（6月28日と6月29日の対阪神タイガース戦=1勝1敗）は通算成績に含まない。その期間の代理監督は高信二。

ポストシーズン
| 年度 | 球団 | 大会名                                                | 対戦相手                                  | 勝敗                   |
| ---- | ---- | ----------------------------------------------------- | ----------------------------------------- | ---------------------- |
| 2013 | 広島 | セントラル・リーグ クライマックスシリーズ 第1ステージ | 阪神タイガース（セントラル・リーグ2位）   | 2勝0敗=第2ステージ進出 |
| 2013 | 広島 | セントラル・リーグ クライマックスシリーズ 第2ステージ | 読売ジャイアンツ（セントラル・リーグ1位） | 0勝4敗=敗退 (※1)       |
| 2014 | 広島 | セントラル・リーグ クライマックスシリーズ 第1ステージ | 阪神タイガース（セントラル・リーグ2位）   | 0勝1敗1分=敗退 (※2)    |

※ 勝敗の太字は勝利したシリーズ
※1 第2ステージは相手チームのアドバンテージ1勝を含め、0勝4敗で敗退。
※2 第2戦は前年制定された12回表終了時点でのステージ勝者確定による打ち切り規定が初めて適用され、1敗1分で敗退。

### タイトル
- 盗塁王：3回（1990年、1991年、1994年）
- 最多安打：3回（1991年、1994年、1995年）※正式タイトル制定は1994年。

### 表彰
- ベストナイン：3回（1991年、1995年、1996年）
- ゴールデングラブ賞：1回（1995年）
- 日本シリーズ優秀選手賞：1回（1991年）
- 月間MVP：2回（1993年4月、1995年5月）
- 優秀JCB・MEP賞：2回（1994年、1995年）
- JA全農Go・Go賞：1回（好走塁賞：2004年4月）
- IBMプレイヤー・オブ・ザ・イヤー賞：1回（1995年）
- セントラル・リーグ会長特別表彰：1回（2005年）
- 大分県佐伯市民栄誉賞（1996年3月15日）
- 広島県民栄誉賞（2005年）

### 記録
初記録
- 初出場：1989年4月9日、対阪神タイガース2回戦（広島市民球場）、7回裏にロデリック・アレンの代走として出場
- 初盗塁：1989年4月12日、対横浜大洋ホエールズ2回戦（横浜スタジアム）、7回表に二盗（投手：欠端光則、捕手：市川和正）
- 初先発出場：1989年5月4日、対ヤクルトスワローズ6回戦（広島市民球場）、7番・左翼手として先発出場
- 初安打・初打点：同上の試合で6回裏に中本茂樹から中前適時打
- 初本塁打：1990年4月15日、対読売ジャイアンツ2回戦（広島市民球場）、3回裏に宮本和知から右越えソロ本塁打

節目の記録
- 1000安打：1995年9月22日、対横浜ベイスターズ23回戦（横浜スタジアム）、5回表にデニー友利から右越え2点本塁打を放ち達成 ※史上181人目（857試合での達成は歴代9位）
- 100本塁打：1996年5月28日、対中日ドラゴンズ7回戦（ナゴヤ球場）、8回表に山本昌から右越えソロ本塁打 ※史上187人目
- 1000試合出場：1997年4月16日、対読売ジャイアンツ2回戦（広島市民球場）、1番・遊撃手として先発出場 ※史上340人目
- 1500安打：1999年5月19日、対阪神タイガース8回戦（米子市民球場）、5回裏に井川慶から左前安打 ※史上77人目（1289試合での達成は歴代5位）
- 1500試合出場：2001年8月26日、対阪神タイガース24回戦（阪神甲子園球場）、6番・三塁手として先発出場 ※史上133人目
- 150本塁打：2001年10月6日、対中日ドラゴンズ28回戦（広島市民球場）、4回裏に小笠原孝から中越えソロ本塁打 ※史上119人目
- 300二塁打：2005年4月1日、対読売ジャイアンツ1回戦（東京ドーム）、9回表に佐藤宏志から右中間へ二塁打 ※史上42人目
- 2000安打：2005年6月23日、対ヤクルトスワローズ8回戦（広島市民球場）、4回裏に川島亮から左前安打 ※史上33人目
- 250盗塁：2005年7月1日、対読売ジャイアンツ7回戦（東京ドーム）、8回表に二盗（投手：高橋尚成、捕手：阿部慎之助） ※史上37人目

その他の記録
- トリプルスリー：1回（1995年）
- シーズン150安打以上：7回（1991年、1992年、1994年 - 1998年） ※歴代4位タイ。
- 5年連続シーズン150安打以上（1994年 - 1998年） ※歴代5位タイ。
- 4年連続リーグ最多内野安打（1991年 - 1994年）
- 通算初回先頭打者本塁打：21本 ※歴代10位。
- 通算初回先頭打者初球本塁打：7本 ※歴代1位。
- シーズン初回先頭打者初球本塁打：3本 ※歴代2位。
- 2試合連続初回先頭打者本塁打（1997年8月21日 - 8月22日）
- 1試合3犠飛：1996年6月30日、対読売ジャイアンツ15回戦（広島市民球場） ※日本タイ記録。
- 3試合連続三塁打（1990年4月8日 - 4月11日）
- 20試合連続安打（1994年8月3日 - 8月25日）
- 10試合連続得点（1995年5月13日 - 5月26日）
- オールスターゲーム出場：8回（1990年、1991年、1993年、1994年、1995年、1996年、1997年、1998年）

### 背番号
- 7（1989年 - 2005年）
- 77（2010年 - 2014年）

## 著書
単著
- 『野村の考え。やる気にさせる組織の作り方』（2017年4月7日、宝島社） ISBN 978-4800265906
- 『変わるしかなかった。』（2015年2月、ベストセラーズ） ISBN 978-4-584-13627-0

共著
- 『広島カープの血脈』（2016年9月24日、KADOKAWA）山本浩二との共著 ISBN 978-4046017932
- 『広島カープ最強伝説の幕開け』（2016年11月10日、宝島社新書）大野豊との共著 ISBN 978-4800262110

## 出演番組
テレビ番組
- 進め!スポーツ元気丸（広島テレビ＝コメンテーター、2006年 - 2009年、2014年12月21日 - ）
- DRAMATIC BASEBALL（日本テレビ＜広島テレビローカル放送含む＞＝解説者）
- テレビ宣言→旬感★テレビ派ッ!（現・テレビ派、広島テレビ＝スポーツコーナー）
- グラン釣 リングでトリプルで釣りい 野村謙二郎 瀬戸内を釣る（2023年12月28日、広島テレビ）

ラジオ番組
- ラジオ日本マリーンズナイター（RFラジオ日本＝ゲスト解説）
- ラジオ日本ジャイアンツナイター（RFラジオ日本＝ゲスト解説）
- エキサイトベースボール（TBSラジオ = 2015年4月22日「巨人×広島」にゲスト解説として出演）
- CBCドラゴンズナイター（CBCラジオ = 2015年6月27日「広島×中日」にゲスト解説として出演）

## CM
- 森林メモリアルヒルズ（2018年） - イメージキャラクターも務める